# Camptotypus perforans
Camptotypus perforans är en stekelart som först beskrevs av André Seyrig 1932.  Camptotypus perforans ingår i släktet Camptotypus och familjen brokparasitsteklar. Inga underarter finns listade.